# Polygonum paraguayense
Polygonum paraguayense là một loài thực vật có hoa trong họ Rau răm. Loài này được Wedd. miêu tả khoa học đầu tiên năm 1849.